# Cappuccino (hiroshi fujiwara feat. eric claptonの曲)
『Cappuccino』（カプチーノ）は、hiroshi fujiwara feat. eric clapton名義で発売されたアルバム。2006年1月21日にビクターエンタテインメントからリリースされた（VICL-61665）。

## 概要
- 藤原ヒロシと交流のあるエリック・クラプトンを迎えて製作されたコラボレーションCD。
- 表題曲の『Cappuccino』は、作詞とボーカルを松任谷由実が担当している。
- バージョン違いを除くと実質2曲であるため事実上のシングルであるが、発売元のビクターエンタテインメントではアルバムとして扱っている。

## 収録曲
1. Cappuccino
  - 作詞・ボーカル：松任谷由実、作曲：エリック・クラプトン
2. Cappuccino Lite（Samba de froresta Remix:Sunaga t Experience）
3. MIME（K.U.D.O Remix）
4. MIME